# Котя Малюк
«Котя малюк» — український журнал для дітей від 3 до 7 років. Видається з червня 2011 року.
Журнал покликаний допомагати малечі з перших років життя пізнавати навколишній світ з позитивного боку та полегшити навчання у школі. Редакція використовує сучасний підхід до розвитку дитини, поєднуючи навчання з розвагами. Дитина отримає змогу навчитися читати та писати, засвоїти основи англійської мови та природознавства, математики і логіки, розвинути пам'ять та моторику рук.
Маленьке біле кошеня на ім'я Котя допоможе маленьким читачам поринути у цікавий і захоплюючий світ знань. Котя стане вірним другом та провідником у навколишньому світі.

## Рубрики
В журналі «Котя Малюк» дитина зустрічає цікаві і захоплюючі відомості зі світу рослин, тварин і птахів, ознайомлюється з досягненнями людства у науці, техніці, літературі і мистецтві. Обов'язковими є теми, що прищеплюють дитині любов до своєї країни — України, до людей, до рідної землі. 
В журналі ви зустрінете рубрики «Юний Ерудит», «А чи знаєте ви?», «Весела Англійська», «Цікава математика», «Для спостережливих», «Домашня майстерня», «Загадки від Коті» і ще багато інших Цікавинок.